# Dungeon (Computerspiel)
Dungeon war Mitte der 1970er eines der frühesten Computer-Rollenspiele und zugleich eine der frühesten Softwareadaptionen des Rollenspiel-Regelwerks Dungeons & Dragons (D&D). Es wurde vom US-amerikanischen Game Designer Don Daglow im universitären Umfeld für die Großrechner des Typs PDP-10 von Digital Equipment Corporation entwickelt.

## Beschreibung
Die Angaben zum Veröffentlichungszeitraum von Dungeon sind widersprüchlich. Es wurde entweder 1975 oder 1976 von Don Daglow geschrieben, damals Student am Claremont University Center (heute Claremont Graduate University). In diesem Zeitraum begann sich gerade die früheste Ausgabe des Rollenspiel-Regelwerks Dungeons & Dragons an den US-amerikanischen Universitäten zu verbreiten. Doch 1975 hatten viele von Daglows Freunden ihr Studium abgeschlossen und es wurde schwerer, eine Spielrunde zu organisieren. Daglow versuchte daher das Spielprinzip auf den Computer zu übertragen, sodass eine Person alleine spielen konnte. Die Softwareumsetzung des Regelwerks erfolgte ohne Lizenz des Herstellers TSR, war jedoch detailgetreu. Es handelte von der fortschreitenden Erkundung eines mit Monstern bevölkerten Dungeons durch eine sechsköpfige Heldengruppe. Der Spieler bestimmte die Positionen und Aktionen der Spielfiguren im Kampf, weshalb auch der Spielfluss eher träge war. Die Figuren sammelten Erfahrungspunkte und lernten wie in D&D mit jedem neuen Level neue Talente hinzu.
Daglow selbst schrieb 1988 dazu: „Mitte der Siebziger hatte ich ein voll funktionsfähiges Fantasy-Rollenspiel auf dem PDP-10, sowohl mit Fern- als auch Nahkampf, Lines of Sight, Automapping und NSCs mit eigenständiger KI.“ Obwohl das Spiel nominell in Textform gespielt wurde, handelte es sich auch um das erste Spiel, das Line-of-Sight-Grafikdarstellung verwendete. Die Heldengruppe konnte demnach nur die Bereiche einsehen, die in ihrem Blickfeld lagen. Visualisiert wurde dies in Form einer Überblickskarte des Dungeons, die nur die einsehbaren Ausschnitte des Spielfelds darstellte. Das System berechnete für die Wiedergabe dabei auch Licht und Dunkelheit, sowie die unterschiedlichen Dunkelsichtfähigkeiten (Infravision) der verschiedenen D&D-Rassen (Elfen, Zwerge) ein.
Dieser Fortschritt war dadurch möglich, dass viele Universitäten Mitte der 1970er für ihre Computerterminals auf CRT-Bildschirme umgestellt hatten, auf denen der dargestellte Text bereits nach wenigen Sekunden statt erst nach einer Minute oder mehr erneuert werden konnte. Frühere Spiele dagegen druckten den Spielstand für Spieler auf Fernschreibern oder einem Zeilendrucker, bei großem Geräuschpegel und mit Geschwindigkeiten von 10 bis 30 Zeichen pro Sekunde.

## Verbreitung
Obwohl Dungeon über die Anwendergruppe Digital Equipment Computer Users’ Society (DECUS) überregional erhältlich war, wurde es deutlich seltener von Universitäten und Systemen aufgegriffen als Daglows früheres Spiel Star Trek aus dem Jahr 1971. Hauptgrund war der für seine Zeit signifikant höhere Arbeitsspeicherverbrauch von 36K, gegenüber der seit Anfang der 1970er an vielen Schulen verbreiteten Obergrenze für Programme von 32K, die von Star Trek eingehalten wurde. Die Bildungseinrichtungen sahen in Spielen primär ein Gimmick, um Studenten für Computer zu interessieren. Jedoch wollten sie nur kleine, schnell zu spielenden Beispielprogramme, um den Zeitverbrauch von Spielen zu begrenzen und stattdessen mehr Zeit für Mathe, wissenschaftliche Untersuchungen und studentische Nutzung zu haben. Einige Einrichtungen hatten die Obergrenze daher zwischenzeitlich auf gerade einmal 16K gesenkt.

## Namensgleiche Spiele
Etwa 1980 verbreitete DECUS ein weiteres Spiel mit dem Titel Dungeon, bei dem es sich um eine Version von Zork handelte, einem Textadventure, das später Vorbild für die frühen Multi User Dungeons wurde.
Ein drittes Spiel mit dem Namen Dungeon wurde 1975 von John Daleske, Gary Fritz, Jan Good, Bill Gammel und Mark Nakada auf dem PLATO veröffentlicht.